# Lac Petawaga
Le lac Petawaga est un plan d'eau douce du territoire non organisé de Lac-Marguerite, dans la municipalité régionale de comté (MRC) Antoine-Labelle, dans la région administrative des Laurentides, au Québec, au Canada. Ce lac fait partie du territoire de la zec Petawaga.

## Géographie
Le lac Petawaga est localisé entièrement en milieu forestier et montagneux à 52 km au nord-ouest du centre-ville de la municipalité de Mont-Laurier, à 62,5 km au nord de Maniwaki et à 39,4 km à l'ouest de Sainte-Anne-du-Lac.
L'extrémité sud-est du lac Petawa est à 1,6 km à l'ouest de la baie nord (menant au Dépôt-Esturgeon) du réservoir Baskatong et à 19,4 km au nord du Dépôt-Baskatong, situé sur la Pointe à David au sud du réservoir Baskatong. L'extrémité nord du lac est situé à 1,8 km au sud du Dépôt-Wawati. Le lac est situé au nord de l'embouchure de la "Rivière Gens de Terre" et à 1,4 km à l'ouest du réservoir Baskatong.
D'une longueur de 28 km, le lac Petawaga recueille les eaux du :
- côté nord : ruisseau Wawati lequel est alimenté par les lacs Mauran, Wawati, Mercury, Gauvault et Péneleau ;
- côté nord (baie du Wawati) : ruisseau Waubuno qui draine les eaux des lacs Lutin, Lucille, Ekka et Émond ;
- côté ouest : ruisseau de montagne drainant trois lacs sans nom ;
- côté est : ruisseau Douaire qui s'alimente au lac Patry (altitude : 267 m) lequel reçoit les eaux du lac Bondy (altitude : 296 m), lac Damarion (altitude : 338 m) et lac Douaire (altitude : 347 m), lac Gironde (altitude : 370 m), lac Sonley (altitude : 376 m), lac Fortier (altitude : 383 m), lac McTiernan (altitude : 393 m), lac Winona (altitude : 376 m), lac Dawson (altitude : 389 m) et lac Lacelle (altitude : 403 m) ; décharge du lac Étrange et du lac de l'Affût ; décharge du lac Bavard ;
- côté est : ruisseau Madeleine qui draine les lacs Madeleine, Marguerite, Catty, Dallet, April, Jones et Seely ;
- côté sud-ouest : décharge du lac Florimond ; décharge du lac Bédard (zone de marais).

Le lac Petawaga comporte les principales baies suivantes :
- côté nord : baies du Waubuno, du Wawati, une baie sans nom (au nord-est) ;
- côté ouest : baie McLean ;
- côté sud : deux baies sans nom ;
- côté sud-ouest : baie étroite et longue de 1,5 km, menant à l'embouchure.

Le lac Petawaga se déverse au sud-ouest dans la rivière Petawaga qui coule vers le sud, puis le sud-ouest, sur 8,7 km, en traversant les lacs Ewart et Penny. La rivière Petawaga se déverse dans le ruisseau Demerest lequel coule sur 2,6 km vers le sud jusqu'au réservoir Baskatong.
Le contour du lac Petawaga comporte plusieurs falaises élevées, notamment :
- côté est de la baie du Wawati (au nord du lac) : avec un sommet de montagne de 333 m à seulement 220 m du bord du lac ;
- côté est : un sommet (441 m d'altitude) à 1,4 km à l'ouest de la baie du nord-est du lac ; un sommet (454 m d'altitude) à 0,8 km à l'ouest du lac Bondy et à 1,5 km à l'est du lac Petawaga ; un sommet (381 m d'altitude) à 0,9 km au nord du lac Patry ; sommet (335 m d'altitude) à 0,4 km à l'ouest du lac Madeleine ;
- côté nord-ouest (face à la principale île) : avec un sommet à 437 m d'altitude, situé à 0,8 km à l'ouest du lac ;
- côté ouest : avec une tour de garde-feu située à 461 m, situé à 1,4 km du lac ; un autre sommet (447 m d'altitude) situé à 1,3 km du lac ; un autre sommet (428 m d'altitude) situé à 1,3 km du lac et à 1,8 km à l'ouest du détroit qui segmente le lac Petawaga en deux ; un autre sommet (403 m d'altitude) situé à 0,5 km du lac (soit au nord-ouest de la baie qui recueille les eaux de la décharge du lac Cornet) ; un autre sommet (altitude : 3442 m) situé à 0,7 km au nord-est du lac Marge et à 1,4 km à l'ouest d'une grande baie à l'ouest du lac.

## Toponymie
Le terme "Petawaga" provient de "petwewegami" en algonquin. Ce terme autochtone signifie une "étendue d'eau dont le bruit vient jusqu'ici". Le terme "pet" signifie entendre ; le terme "wewe" se réfère au bruit ; et le terme "agami" s'associe à une "étendue d'eau".
Dans ses rapports géographiques de 1993, l'arpenteur O'Sullivan fait référence au lac Petewagama. En 1906, dans un rapport, Eugène Rouillard utilise les graphies Petawagamau et Petawagama pour désigner ce même lac.
Le toponyme "lac Petawaga" a été officialisé le 5 décembre 1968 à la Banque des noms de lieux de la Commission de toponymie du Québec.